# La Calzada de Béjar
La Calzada de Béjar è un comune spagnolo di 92 abitanti situato nella comunità autonoma di Castiglia e León.